# 고체 연료 소형 발사체
고체 연료 소형 발사체는 한국의 민간 우주개발회사가 개발할 우주 발사체이다.

## 역사
2021년 5월 22일(한국시간), 문재인 대통령이 방미해 바이든 대통령과 첫 대면 정상회담을 가졌다. 여기서 한국의 미사일 사거리 제한의 완전한 폐지가 확정되었다. 문재인 대통령은 21일(현지시간) 백악관에서 열린 조 바이든 미국 대통령과의 첫 정상회담 직후 공동 기자회견에서 "기쁜 마음으로 (한미) 미사일지침 종료 사실을 전한다"고 말했다. 한미 미사일 지침 참조.
2021년 6월 9일, 서울 한국과학기술회관에서 임혜숙 과학기술정보통신부 장관 주재로 제19회 국가우주위원회를 개최해 민간회사가 고체 연료 소형 발사체를 개발해 2024년 최초 발사를 한다는 내용이 포함된 제3차 우주개발진흥계획 기본계획 수정안 등 3개의 안건을 심의ㆍ확정했다.
그동안 정부에서 축적한 고체 추진제 기술을 제공해 한화에어로스페이스, 한국항공우주산업(KAI) 등 민간 업체들의 주도로 개발한다.
앞으로는 관련법 개정을 통해 과학기술정보통신부 장관이 아니라 국무총리가 위원장으로 국가우주위원회를 이끌게 된다.
원래 2024년 시험발사 계획이었는데, 2022년 3월 24일, 북한이 화성-17형 ICBM 발사에 성공했다고 대대적인 보도를 하며 자랑하자, 6일이 지난 3월 30일 고체 연료 소형 발사체를 국방부가 시험발사했다.

## 명칭
고체 연료 소형 발사체는 아직 국방부가 정식 명칭을 언론에 공개하지 않았다. 1단에 추력 75톤급 고체연료 엔진 1개, 2단에 추력 미상의 고체연료 엔진 1개를 탑재했는데, 두 엔진의 정식 명칭도 아직 언론에 공개되지 않았다.

## 발사대
나로우주센터가 있는 전라남도 고흥군 외나로도 청석금에 민간 고체 소형 발사체를 발사하기 위한 발사대를 2024년까지 건설할 계획이다. 고체연료 발사체는 액체연료 발사체와 비교해 구조와 발사장 설비가 상대적으로 간단하고, 단순 점화로 발사할 수 있다.
민간 발사체용 발사대는 2024년까지 고체연료, 2030년까지 액체연료를 지원할 계획이다. 새로운 발사대를 지향해 발사 임무를 지원할 수 있는 새 레인지시스템도 구축한다. 2022년 3월 30일, 안흥종합시험장에서 최초 시험발사를 했다. 나로우주센터가 아니다.

## 창정 11호
중국의 창정 11호와 비슷하다는 보도가 있다. 창정 11호는 무게 58톤, 길이 20.8 m, 직경 2.0 m, 4단 고체연료 로켓이며, 1단 추력은 120톤힘이다. 무게 700 kg 인공위성을 발사할 수 있다.
발사체는 3단 DF-31(NATO 명칭: CSS-9) 대륙간탄도미사일(ICBM)에 4단 고체추진제가 추가된 것으로 추정된다.

## 고체연료
고체연료는 액체연료보다 무게당 추력이 적지만 구조와 발사 준비, 발사장 설비가 상대적으로 간단하다. 비용도 액체 연료의 10분의 1에 불과하고 발사체 내 항상 연료가 저장돼있기에 저궤도 위성에 적합하다.
2021년 7월 29일, 국방과학연구소(ADD)에서 우주발사체용 고체 연료 엔진 연소 시험을 성공했다. 국방부가 사진을 공개했다. 추력 75톤급 고체연료 로켓 엔진이다. 2단으로 제작한 고체연료 엔진 우주발사체를 만들어 500 kg급 소형 위성을 탑재할 계획이다.

## 소형위성
소형위성의 미국 HS Code는 880260이다. HS Code 880260은 우주선(인공위성 포함), 서보비트(suborbital), 우주선 운반로켓(Spacecraft) 발사체(spacecraft launch vehicles)를 포함한다. 일반적으로 NASA(National Aeronautics and Space Administration)에서는 500 kg 이하의 인공위성을 소형위성으로 분류하고 있다. 소형위성은 나노위성(1~10kg), 마이크로위성(11~100kg), 미니위성(101~500kg)을 포함하며 상업용 또는 통신 및 우주 연구 목적으로 설계된 소형화 저비용 위성이다.

## 언블링킹 아이
2020년 7월 28일, 김현종 국가안보실 2차장은 브리핑에서 "우리나라는 다목적 실용위성인 아리랑3, 3A, 5호를 보유하고 있긴 하지만 (군사적) 판독기능을 하기에는 충분하지가 않고 한반도 상공 순회 주기도 12시간이나 되는 만큼 군사적 효용성이 부족한 것도 사실"이라며 "2020년대 중후반까지 우리가 자체적으로 개발한 고체연료 발사체를 이용해 저궤도 군 정찰위성을 다수 발사하면 우리 정보감시정찰능력은 비약적으로 향상될 것"이라고 기대감을 표했다. 그는 "한반도 상공을 24시간 감시하는 일명 ‘언블링킹 아이’(unblinking eye·깜박이지 않는 눈)를 구축할 수 있게 됐다"고 강조했다.
2020년 8월 3일, 국산무기 개발의 총본산인 국방과학연구소(ADD) 관계자는 충남 태안 안흥시험장에서 열린 창설 50주년 기념 합동시연 및 전시행사에서 초소형 정찰위성을 소개했다. 초소형 SAR 위성체는 가로 3m, 세로 70㎝ 크기의 직사각형 형태다. 앞면에는 레이더를 달고 뒷면에 태양전지판이 장착된 구조다. ADD는 이 위성체의 무게를 66㎏ 이하로 제작할 계획이라고 밝혔다. 지금까지 일반 정찰위성 무게는 500㎏~1t 이상이었다. 해상도는 1m급으로 주·야간, 악천후에 상관없이 510㎞ 상공에서 지상 1m 크기의 물체를 식별할 수 있는 성능이다.
ADD가 이번에 공개한 초소형 SAR 위성도 마이크로 위성에 해당한다. 1기당 양산가격은 70억~80억원 수준이 될 것으로 알려졌다. 425 위성 1기 가격으로 30여기의 초소형 SAR 위성을 만들 수 있는 셈이다. 초소형 SAR 위성은 지난해 ADD의 미래기술도전 사업 과제로 선정돼 2023년까지 200억원의 예산으로 진행되고 있다. SAR 영상 레이더 탑재체는 한화시스템이, 위성 본체는 쎄트렉아이가 맡고 있다. 쎄트렉아이는 최근 한화가 인수했다.
초소형 위성의 SAR 레이더는 2020년 8월 7일 시제품 출고식이 열렸던 KF-X(한국형전투기) AESA(위상배열) 레이더의 송수신 모듈이 그대로 활용된다고 한다. KF-X AESA 레이더 송수신 모듈(1000여개)의 5분의 1가량이 설치될 것으로 알려졌다. ADD는 초소형 SAR 위성 32기를 띄우면 30분 간격으로 북한지역을 정찰할 수 있다고 밝혔다.
미국의 스타트업 어스나우는 500 파운드(223 kg) 관측위성 500개를 발사해, 전세계 어디든지 실시간 생방송 동영상을 촬영해 서비스하겠다고 한다. 관측위성에는 독립된 4개의 카메라를 장착했고, 해상도는 1 m이다. 빌 게이츠가 투자했다. 위성 발사 비용은 1조원 정도로 본다. ADD 초소형 SAR 위성 32기는 30분 간격으로 북한지역을 정찰할 수 있지만, 어스나우는 시간 간격 없이 북한지역을 24시간 내내 끊김없이 동영상 정찰을 할 수 있다.

## ICBM
미국의 미노타우르 1호는 미국 유일의 지상배치 ICBM LGM-30 미니트맨을 우주 발사체로 개조한 것이다. 핵탄두를 제거하고 인공위성을 탑재했다. 고체연료 모터는 그대로 동일한 것을 사용한다. ICBM은 3단 로켓인데, 미노타우르 1호는 5단 로켓이다.
1998년 8월 31일, 북한이 대포동 1호를 발사하자 한국이 쇼크를 먹었다. 이에 러시아에서 RT-2PM 토폴 ICBM을 2000년 국정원이 고철로 분해해 밀수입해서 재조립했다. 당시 기준으로 역사상 최대 규모의 국정원 공작 성과라고 알려졌다. RT-2PM 토폴 ICBM을 우주 발사체로 개조한 것이 Start-1 로켓이다.

## 시험발사
2022년 3월 30일, 국방부는 국방과학연구소(ADD)가 충남 안흥종합시험장에서 순수 국내 기술로 개발한 고체 추진 발사체 성능시험을 위한 첫 번째 발사에 성공했다고 밝혔다. 이번 발사에는 서욱 국방부 장관과 각 군 주요 인사들이 참여했다.
국방부는 이번 시험이 지난해 5월 미사일지침 종료와 7월 고체추진기관 연소시험 성공 이후 8개월만에 이뤄졌다고 설명했다. 시험에서는 우주발사체 필수 기술인 △대형 고체 추진기관 △페어링(로켓 덮개 부분) 분리 △단 분리 △상당부 자세제어 기술 관련 검증이 이뤄졌다고 국방부는 설명했다. 이어 추가 검증 이후 실제 위성을 탑재해 발사를 진행할 것이라고 덧붙였다.

## 시간대별 정리
- 2020년 7월 28일, 청와대 김현종 국가안보실 2차장은 오후 브리핑을 통해 "한미 미사일 지침 개정으로 우주 발사체에 대한 고체연료 사용 제한이 해제됐다"고 밝혔다.
- 2021년 5월 21일, 백악관에서 열린 한미정상회담에서 문재인 대통령과 조 바이든 미국 대통령은 한미 미사일 지침 종료를 합의했다.
- 2021년 7월 29일, 국방과학연구소(ADD)가 충남 안흥종합시험장에서 우주발사체용 고체추진기관 연소시험을 성공적으로 수행했다. 추력 75톤급이다.
- 2022년 2월 22일, 국방과학연구소(ADD)는 서욱 국방부 장관 주재로 열린 '제2회 국방과학기술위원회'에서 고체연료 추진기관 우주발사체 개발을 위해 확보한 주요 기술을 선보이며 3월에 시험발사할 것이라고 밝혔다.
- 2022년 3월 30일, 국방과학연구소(ADD)가 충남 안흥종합시험장에서 순수 국내 기술로 개발한 고체 추진 발사체 성능시험을 위한 첫 번째 발사에 성공했다.